# Crisóforo Mazón Pineda
Crisóforo Mazón Pineda (? - 1978) fue un militar perteneciente al Ejército Mexicano que alcanzó el grado de general de división. Bajo las órdenes de Marcelino García Barragán, participó como mando en diversas acciones militares en contra del Movimiento estudiantil de 1968 en México, siendo comandante en jefe de la operación Galeana el 2 de octubre de 1968.

## Biografía
Mazón fue egresado del Heroico Colegio Militar. En 1963 fue ratificado como General de Brigada.

### Acciones durante el Movimiento estudiantil de 1968
Mazón Pineda tuvo a su cargo distintas operaciones militares ordenadas por el gobierno de México con el fin de frenar las movilizaciones estudiantiles ante la incapacidad del Cuerpo de Granaderos de realizar dicha contención.
- 30 de julio de 1968: tuvo el mando de los soldados de la Segunda Brigada de Infantería, la cual realizó diversas tomas de planteles de la Universidad Nacional Autónoma de México (UNAM) y del Instituto Politécnico Nacional (IPN). Durante dichas tomas, se realizó la destrucción mediante un disparo de bazuca (el "bazucazo"[8][9]) a la puerta del Antiguo Colegio de San Ildefonso, entonces sede de la Escuela Nacional Preparatoria 1 de la UNAM.[2] Testimonios indican que los soldados portaron armas con bayonetas en dichas tomas.[2]
- 2 de octubre de 1968: estuvo al mando de las tropas de la Segunda Brigada de Infantería Reforzada del Ejército Mexicano, que realizaron la operación militar en la Plaza de las Tres Culturas que tuvo como desenlace un número indeterminado de muertos, heridos y desaparecidos.